# Cesare Andrea Bixio
Cesare Andrea Bixio (Napels, 11 oktober 1896 - Rome, 5 maart 1978) was een Italiaanse componist. Hij schreef populaire Italiaanse liedjes waaronder Vivere en Mama. 
De versie van het oorspronkelijk door Bixio in 1940 geschreven Mama (eerst gezongen door Beniamino Gigli) was een groot succes voor de Nederlandse Heintje.
De liederen van Bixio zijn vertolkt door bekende artiesten zoals Luciano Pavarotti, Connie Francis en Jan Smit.
- Bibsys: 8031057
- Biblioteca Nacional de España: XX1477955
- Bibliothèque nationale de France: cb13891542c (data)
- CiNii: DA12445773
- Gemeinsame Normdatei: 121972518
- International Standard Name Identifier: 0000 0001 1569 6002
- Library of Congress Control Number: no96021090
- Nationale Bibliotheek van Letland: 000036290
- MusicBrainz: 937a21e6-a521-4ae8-bd23-b795c5b03569
- Nationale Bibliotheek van Tsjechië: xx0019201
- Nationale Bibliotheek van Israël: 987007299486005171
- Nederlandse Thesaurus van Auteursnamen: 074947605
- Istituto Centrale per il Catalogo Unico: LO1V138925
- SNAC: w6tn9ctj
- Système universitaire de documentation: 114468230
- Virtual International Authority File: 47632070
- WorldCat: E39PBJpytp4cpxkWtWcBDxVKVC